# Matevž Skok
Matevž Skok (Celje, 1986. szeptember 2. –) szlovén válogatott kézilabdázó, kapus.

## Pályafutása

### Klubcsapatokban
Matevž Skok a Gorenje Velenje csapatában kezdte pályafutását. 2009-ben bajnoki címet, 2003-ban kupagyőzelmet ünnepelhetett a csapat tagjaként. 2011-ben a Celje csapatához szerződött, akikkel 2014-ben és 2015-ben megnyerte a bajnokságot, valamint a 2012-es, 2013-as, 2014-es és 2015-ös országos kupát. A 2015-16-os szezont a német Bundesligában szereplő TuS Nettelstedt-Lübbeckében töltötte.
2016 nyarán a horvát RK Zagrebben folytatta pályafutását. 2018 februárjában csatlakozott a portugál Sporting CP együtteséhez, akikkel bajnokságot nyert a szezon végén.

### Válogatottban
A szlovén válogatottal részt vett a 2016-os olimpián, ahol a 6. helyen végzett csapatával. 2017-ben tagja volt a világbajnoki bronzérmes válogatottnak is.

## Sikerei, díjai
Gorenje Velenje
- Szlovén bajnok (1): 2009
- Szlovén kupagyőztes (1): 2003

Celje
- Szlovén bajnok (2): 2014, 2015
- Szlovén kupagyőztes (4): 2012, 2013, 2014, 2015

RK Zagreb
- Horvát bajnok (2): 2017, 2018
- Horvát kupagyőztes (2): 2017, 2018

Sporting
- Portugál bajnok (1): 2018